# Matías Vuoso
Vicente José Matías Vuoso (Mar del Plata, 1981. november 3. –) egy argentin származású mexikói válogatott labdarúgó, aki jelenleg a Jaguares de Chiapasban játszik támadóként. A Santos Laguna csapatával egyszeres mexikói bajnok (2008).

## Pályafutása

### Klubcsapatokban
Pályafutását az argentin Indipendienténél kezdte, majd 2002-ben a Manchester City FC-hez került, ám itt nem lépett pályára egyetlen mérkőzésen sem. A mexikói első osztályban 2003. augusztus 23-án a Santos Laguna játékosaként mutatkozott be, amikor is együttese 2–1-es vereséget szenvedett a Guadalajarától. Legtöbb idejét itt, a Santosban töltötte, 2008-ban a bajnokságot is megnyerték. 2009. november 1-én, a Santos lebontásra ítélt stadionjában, az Estadio Coronában rendezett búcsúmérkőzésen ő szerezte meg a stadion történetének utolsó gólját.

### A válogatottban
A válogatottban először 26 évesen, 2008 szeptemberében lépett pályára egy Jamaica elleni világbajnoki selejtezőn, ezután 2010-ig néhány alkalommal szerepelt a nemzeti csapatban selejtezőkön és barátságos mérkőzéseken. 2015-ben aztán több év válogatottsági szünet után behívót kapott a Copa Américán szereplő keretbe.

#### Mérkőzései a válogatottban
| Mexikó | Mexikó              | Mexikó                                         | Mexikó   | Mexikó   | Mexikó     | Mexikó                   | Mexikó | Mexikó          |
| #      | Dátum               | Helyszín                                       | Hazai    | Eredmény | Vendég     | Kiírás                   | Gólok  | Esemény         |
| ------ | ------------------- | ---------------------------------------------- | -------- | -------- | ---------- | ------------------------ | ------ | --------------- |
| 1.     | 2008. szeptember 6. | Mexikóváros, Estadio Azteca                    | Mexikó   | 3 – 0    | Jamaica    | vb-selejtező             | 0      | 78'             |
| 2.     | 2008. október 11.   | Kingston, Independence Park                    | Jamaica  | 1 – 0    | Mexikó     | vb-selejtező             | 0      | 57'             |
| 3.     | 2008. október 15.   | Edmonton, Commonwealth Stadium                 | Kanada   | 2 – 2    | Mexikó     | vb-selejtező             | 1      | 54' 64'         |
| 4.     | 2008. november 12.  | Phoenix, Chase Field                           | Mexikó   | 2 – 1    | Ecuador    | barátságos               | 1      | 93'             |
| 5.     | 2008. november 19.  | San Pedro Sula, Estadio Olímpico Metropolitano | Honduras | 1 – 0    | Mexikó     | vb-selejtező             | 0      | 82'             |
| 6.     | 2009. január 28.    | Oakland, Oakland Coliseum                      | Mexikó   | 0 – 1    | Svédország | barátságos               | 0      | 46'             |
| 7.     | 2009. március 11.   | Commerce City, Dick's Sporting Goods Park      | Mexikó   | 5 – 1    | Bolívia    | barátságos               | 2      | 24' 40' 58' 61' |
| 8.     | 2009. március 28.   | Mexikóváros, Estadio Azteca                    | Mexikó   | 2 – 0    | Costa Rica | vb-selejtező             | 0      | 40' 85'         |
| 9.     | 2009. április 1.    | San Pedro Sula, Estadio Olímpico Metropolitano | Honduras | 3 – 1    | Mexikó     | vb-selejtező             | 0      | 46'             |
| 10.    | 2010. március 24.   | Charlotte, Bank of America Stadion             | Mexikó   | 0 – 0    | Izland     | barátságos               | 0      | 25' 73'         |
| 11.    | 2015. május 30.     | Tuxtla Gutiérrez, Estadio Víctor Manuel Reyna  | Mexikó   | 3 – 0    | Guatemala  | barátságos               | 0      | 50'             |
| 12.    | 2015. június 7.     | São Paulo, Allianz Parque                      | Brazília | 2 – 0    | Mexikó     | barátságos               | 0      | 64'             |
| 13.    | 2015. június 12.    | Viña del Mar, Estadio Sausalito                | Mexikó   | 0 – 0    | Bolívia    | Copa América, csoportkör | 0      |                 |
| 14.    | 2015. június 15.    | Santiago, Estadio Nacional de Chile            | Chile    | 3 – 3    | Mexikó     | Copa América, csoportkör | 2      | 20' 65'         |
| 15.    | 2015. június 19.    | Rancagua, Estadio El Teniente                  | Mexikó   | 1 – 2    | Ecuador    | Copa América, csoportkör | 0      |                 |
|        | Összesen            |                                                |          | 15       | mérkőzés   |                          | 6      | gól             |